# Немиринецька школа
Немиринецька загальноосвітня школа бере свій початок з другої половини дев'ятнадцятого століття. В листопаді 1875 року поміщиця Кудашева Ольга Миколаївна, яка мала князівський титул, на власні кошти відкриває і утримує однокласне народне училище. Першими вчителями в училищі були Черненко Олександр Давидович та настоятель Хрестовоздвиженського храму с. Немиринець Володимир Топачевський, який викладав Закон Божий.

## Історія школи

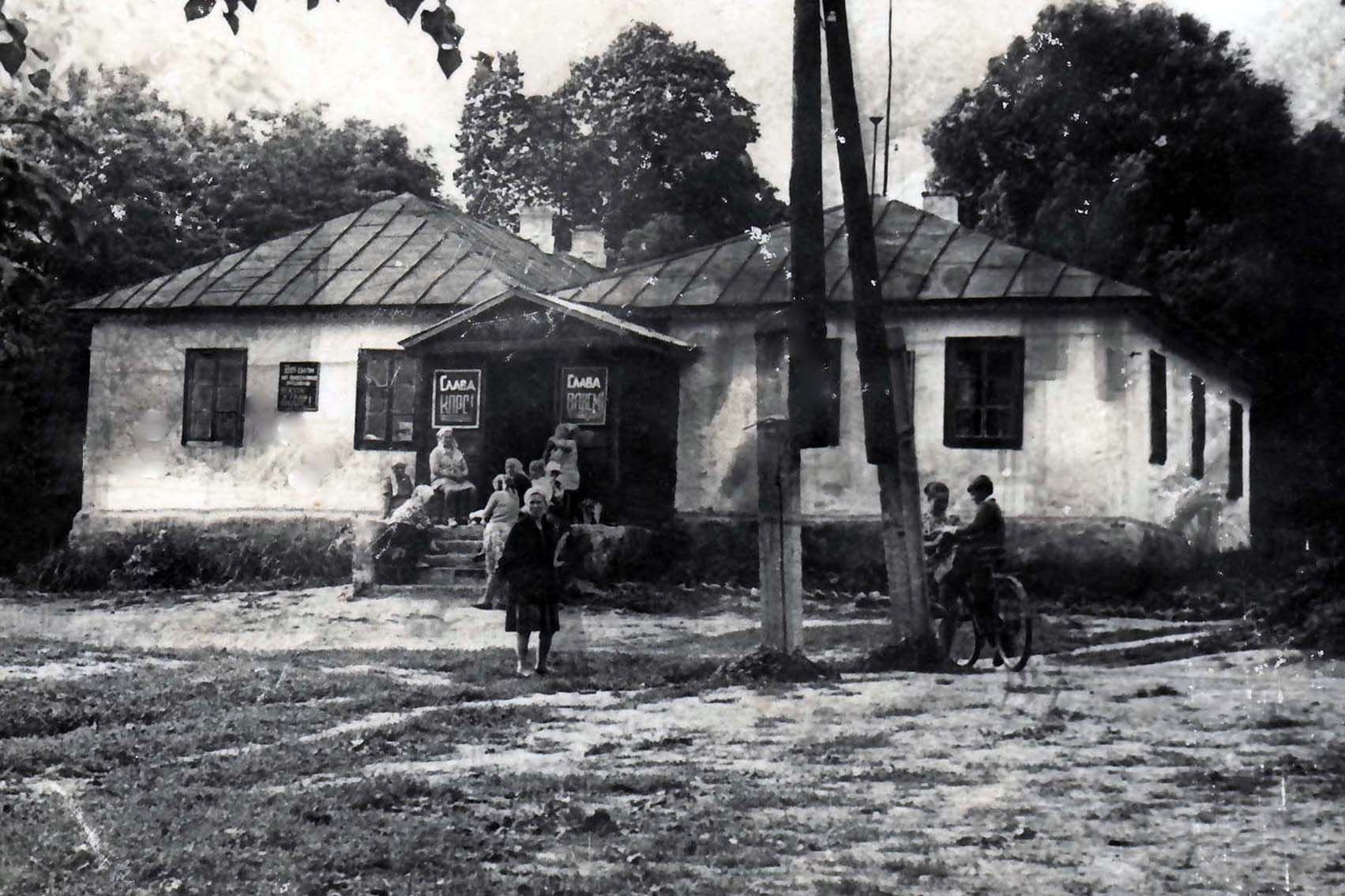
Немиринецька школа, одна з будівель

В 1896 році Немиринецьку школу перевірено урядовою комісією і були записані такі дані: однокласне сільське Немиринецьке училище, розташоване в 70 верстах від Бердичівського повіту, в 8 верстах  від Білилівського двокласного. На січень 1894 — 40 хлопчиків, 13 дівчаток, на січень 1895 року — 51 хлопчик і 9 дівчаток, на лютий 1896 р. 62 учні — 52 хлопці 10 дівчаток. В день запису було 22 учні — 11 хлопців і 11 дівчат. В акті перевірки відзначалося, що школа дерев'яна, покрита соломою. В школі вивчався Закон Божий, російська  і церковно-слов'янська мови, арифметика і письмо.
В 1894—1895 навчальному році школа одержала від казначейства 276 крб, та від громади — 132 крб на оплату книг і навчальних посібників. Всього було витрачено грошей на школу 382 крб на рік. Вчитель одержував на рік 150 крб і за вечірні заняття з дорослими законовчитель (священник) одержував 50 крб. Вчителем в той час працював Юрій Шугалій. Заняття проводились з 20 вересня по 20 квітня — 140 навчальних днів. Книг в школі було 231, для вчителів — 17, для позакласного читання — 194, журналів — 1.
Більшість немиринчан не навчалась, бо життя селян було дуже важким, не вистачало взуття, одягу і коштів на навчання. Діти йшли з раннього дитинства в найми пастухами, няньками, через те не всі учні, які  записувались в школу, могли її закінчити і навчитись грамоти.
Після Жовтневого перевороту школа працювала з перервами і в основному на кошти громади. Час був неспокійний, бурхливий. Немиринці були розташовані на трасі, що з'єднувала Козятин — Білилівку  – Немиринці -  Погребище, далі на південь. Рух був дуже великий. Які тільки війська не проходили через Немиринці: влада змінювалася дуже часто. В 1918 році в Немиринцях була заснована учительська семінарія, яка готувала вчителів для сільських шкіл. Керував семінарією доктор філологічних наук, член Академії наук Боговський, вчителями працювали Туначевський, Борзановський, історик Орловський, учитель співів  Сидорук, Міхновський, Туначевська та інші.  В семінарії почав поширюватись український патріотичний настрій. За ініціативи Мазура в 1921 р. семінарія була переведена в Круподеринці Погребищанського району, а пізніше в Бердичів.
В 1922—1923 рр. школа почала регулярні заняття. Не вистачало зошитів, підручників, писали на грифельних дошках, одним  підручником користувалось багато учнів, але потяг до знань був дуже великий. Починає розвиватись самодіяльне мистецтво.

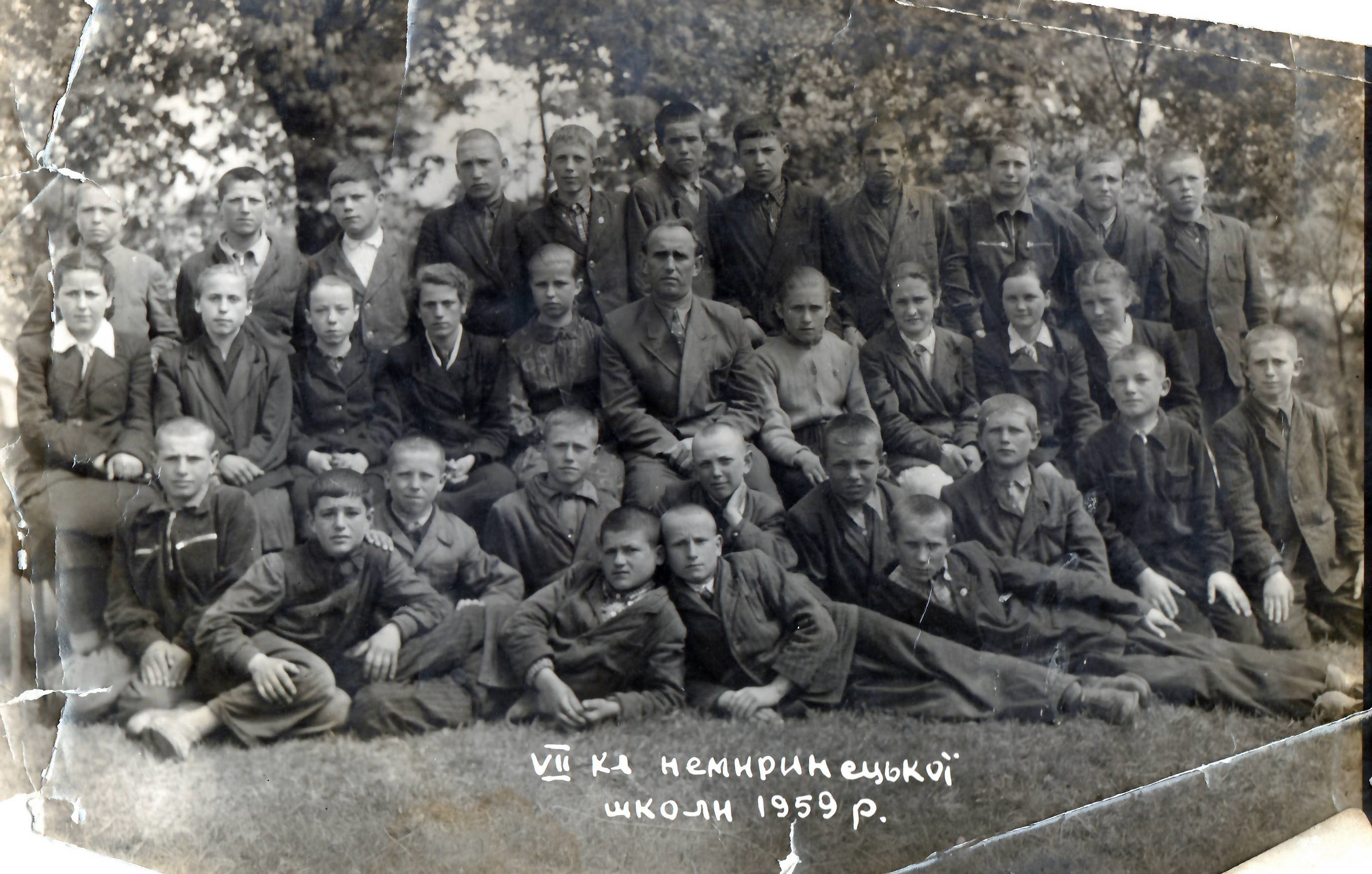
7 клас Немиринецької школи, 1959р

В школі почала діяти піонерська організація з1924 року. Першим вожатим став комсомолець Темченко Михайло. В 1925 році в школі було 11 піонерів. У звіті школи за 1924—1925 рр. відзначалось, що 9 учнів не було прийнято до  школи за браком місць. Першими піонерами були: Антонюк Володимир, Синюк Наталія.
В 1927 році за парти вже сіли 137 селянських синів і дочок. Багато сил і енергії віддавали навчанню сільської дітвори і ліквідації неписемності дорослого населення перші вчителі післяреволюційного часу: Нечипір Нечипорович Саєнко і Микола Володимирович Туначевський. В 1927 році в Немиринці прибула ще одна народна вчителька Ганна Іванівна Козловська, а згодом педколектив в 1928 році поповнився подружжям Бернадіних: Ольгою Пилипівною і Олександром Карповичем та вчителькою Лідією Дмитрівною Гладишко. Вчителі не тільки навчали дітей селян і самих селян, а й прищеплювали їм любов до народного мистецтва. Особливою повагою користувалась Ольга Пилипівна Бернадіна, яка пишалась тим, що її вчив у  Вчорайшому М. Т. Рильський. Вона  багато зробила для дальшого розвитку освіти і культури в с. Немиринцях.
Піонери проводили велику роботу в громадському житті села. Вони допомагали ліквідовувати неписемність серед дорослих. Проводили піонерські зльоти, демонстрації та інші заходи. Вчитель математики Василь Олександрович Рябокляч згадує: "З директором школи Ольгою Пилипівною я познайомився на учительській конференції. Після короткої розмови дав згоду на переїзд з Ярославської школи в Немиринецьку.  Найбільше враження справило на мене те, що майже половина вчительського колективу були молоді вчителі, значна частина з них до педроботи приступили вперше. Школа містилась в 2-х будинках в центрі села, один  будинок -  на хуторі Ленінка, ще один будинок — приміщення банку. Згодом було передано школі будинок радгоспу. На початок 1934 року було 9 молодших класів (1- 4) і 4 старших (2 п'ятих, 6 і 7) класи.  В школі працювали: Трохимчук Г. П., Козелець І. Г., Прима Й. А., Ряба Г. П., Шейгас Й. П.,  Городецька М. І., Козловська Г. І., Мартинов П. А., Сускіна М. І., Бернадін О. К.. Городецька М. І., згодом прийшла  працювати в старші класи вчителем російської мови і літератури, українську мову викладала Козловська Г. І.  В старших класах працювали вчителі: Бернадіна О. П. — директор школи, Франчук А. М. -  природознавства, Римар П. С. — історії і географії, Рябокляч В. О. — математики і фізики, Тупачевський М. В. — російської мови. Пізніше  призначили Боровского — викладача математики в 5-х  класах, малювання німецької мови. Навчання проводили в 2 зміни. Загальна кількість учнів — 320—350.
А як високо було поставлено музичне і художнє виховання! В художніх вечорах брали участь разом з дітьми і їх батьки. Найбільше запам'яталась  літературно — музична композиція «Червона нива». В віршах, танцях, балетних номерах, гімнастичних, акробатичних і музичних ритмах оспівувався Жовтень, колективна праця і майбутнє країни. Досить  тільки зауважити, що для поїздки на спектакль в Ружин за самодіяльними артистами було  прислано 4 автомашини (це у той час).  П. С. Римару допомагали всі вчителі… Колишній учень школи Пилипончик Дмитро Нестерович згадує: «Наш хор  і спектакль „Червона нива“ в 1936 році зайняв  перше місце на районній олімпіаді. Ми також виступали в різних селах району і користувались великою повагою.»
У 1935 р. був створений струнний оркестр школи, в якому брали активну участь комсомольці і вчителі. Струнний оркестр школи зайняв під час районного огляду самодіяльності перше місце. Гуртком керував І. С. Римар,  здібний організатор і чудовий музикант.
Зубов В. Г. працював вчителем математики, потім директорм Топорівської середньої школи, помер і похований в Топорах. Д. П. Пилипончик був призваний в ряди Радянської Армії з 10 класу в жовтні 1940 року, пройшов Другу Світову війну.  Нагороджений орденами Великої Вітчизняної війни І та ІІ ступеня, двома медалями «За бойові заслуги», 12 іншими урядовими нагородами. В ці роки в школі діяли  піонерська і комсомольська організації і учком. Старшими вожатими працювали Ольшевська Ольга, Темченко Михайло, Пустильник Роза.
Колишній учень школи, полковник запасу Ходаківський Микола Григорович згадував:  «Піонерська організація під керівництвом старшої вожатої тов. Ольшевської О. Я. працювала дуже активно. Піонери працювали з неписьменними, читали газети, журнали жителям села.  В літні канікули охороняли посіви, працювали на колгоспному городі, збирали колоски, вели боротьбу з шкідниками полів. Піонерська організація завжди займала ведучі місця в районі. Багато разів ми брали участь у районних піонерських зльотах. Особисто мені доводилось неодноразово виступати на зльотах за дорученням Ради дружини, головою якої я був більше 3-х років. За активну участь в піонерській роботі і відмінне навчання в 1934 році я був премійований путівкою на Біломоро–Балтійський канал. Ця подія залишилась в моїй пам'яті найяскравішим спомином про школу і ті роки на все життя. Справа в тому, що я до того часу ніколи не був в місті, не бачив залізниці, і ось тепер за один місяць, приблизно, з 10 серпня по 15 вересня, побачив безмежні простори нашої прекрасної Батьківщини. З Немиринець старша піонервожата  Ольшевська О. Я. привезла мене в Київ, де збирались піонери області (ми тоді належали до Київської області). Потім нас направили в місто Харків. З нами зустрівся перший секретар ЦК КПУ  Постишев. Після того  піонери України направились в столицю нашої Батьківщини м. Москву, де збирались  піонери всього  Радянського Союзу, які були премійовані путівками на Біломоро-Балтійський канал. Всього нас було близько  100 чоловік. В Москві ми відвідали  мавзолей В. І. Леніна, оглянули місто і музеї і через 5-6 днів виїхали в Ленінград, де також здійснили багато  екскурсій. Через кілька днів на спеціальному теплоході  ми попливли по р. Нева, Ладозькому озері, р. Свіра, Онежському озері і по Біломоро–Балтійському каналу через всі шлюзи до м. Біломорськ. Нам пощастило зустрітись з видатними діячами партії Кіровим і Потишевим.  Після повернення я неодноразово виступав перед піонерами шкіл району з розповідями про все, що бачив в цій цікавій незабутній поїздці…»
Колишня учениця школи, потім агроном,  Нікітенко Ольга Семенівна про ті роки так згадує: «В перший клас Немиринецької семирічної трудової  школи я вступила 1 вересня 1929 року. В той час було 2 групи першого класу. В моїй групі першою вчителькою була Ліда Дмитрівна Гладишко, а в другій  Бернадіна Ольга Пилипівна. Кращі учні в нашому класі (групі) були Ткачук М. П., Мартинова Т. П.,  Рачук Н. Ф., Нікітенко О. С., Жебровський Н. Я., Ременюк М. В., Ярова О. В., Пірки Ф. Х., Петриченко. У п'ятому класі обидві групи поєднались в один клас і так ми навчались аж до 1936 р., поки закінчили сьомий клас.
Коли я навчалась в 6 класі в 1935 році, мене і Ременюка Н. Я., як кращих учнів і піонерів, було послано на обласний зліт піонерів бурякосіючих районів в м. Київ. В Україні проходив рух п'ятисотенниць (це були ланкові, які боролись за 500 центнерів буряків з га) за покликом ланкових Марії Демченко та Марини Гнатенко. На зльоті з нашого району було 10 учнів, серед них я була наймолодшою. В нашому селі п'ятисотисотенницями були: ланкова Жебровська Анеля Павлівна, Посесор Ганна. Нам, піонерам, було дане  завдання: допомагати збирати добрива по господарствах  колгоспів; потім курячий послід для удобрення площі під буряки ланкам- п'ятисотенцям. Мені, як делегату зльоту, доводилось виступати на загальних зборах села і пояснювати, що збирати ці добрива повинен кожен  в своєму господарстві, а потім піонери і ланкові з членами ланки збирали добрива на поле. В цей час на бурякових плантаціях був загрозливий шкідник буряків — буряковий довгоносик. Нам, піонерам і учням, часто доводилось збирати на полях цього шкідника та знищувати його.»
Вчитель — інспектор Рабокляч В. О. згадує про школу в 30-х роках: «…Вся позакласна, вся гурткова робота знаходилась в центрі уваги піонерської організації. Хорошим організатором піонерських справ була Пустельник  Роза Вініамінівна.    А вся громадська робота та заходи по боротьбі за високу успішність і дисципліну знаходилась у центрі уваги учкому. Головою учкому був Темченко Михайло, а потім Гибало Микола. Рішення приймались вагомі, вплив був ефективний»…

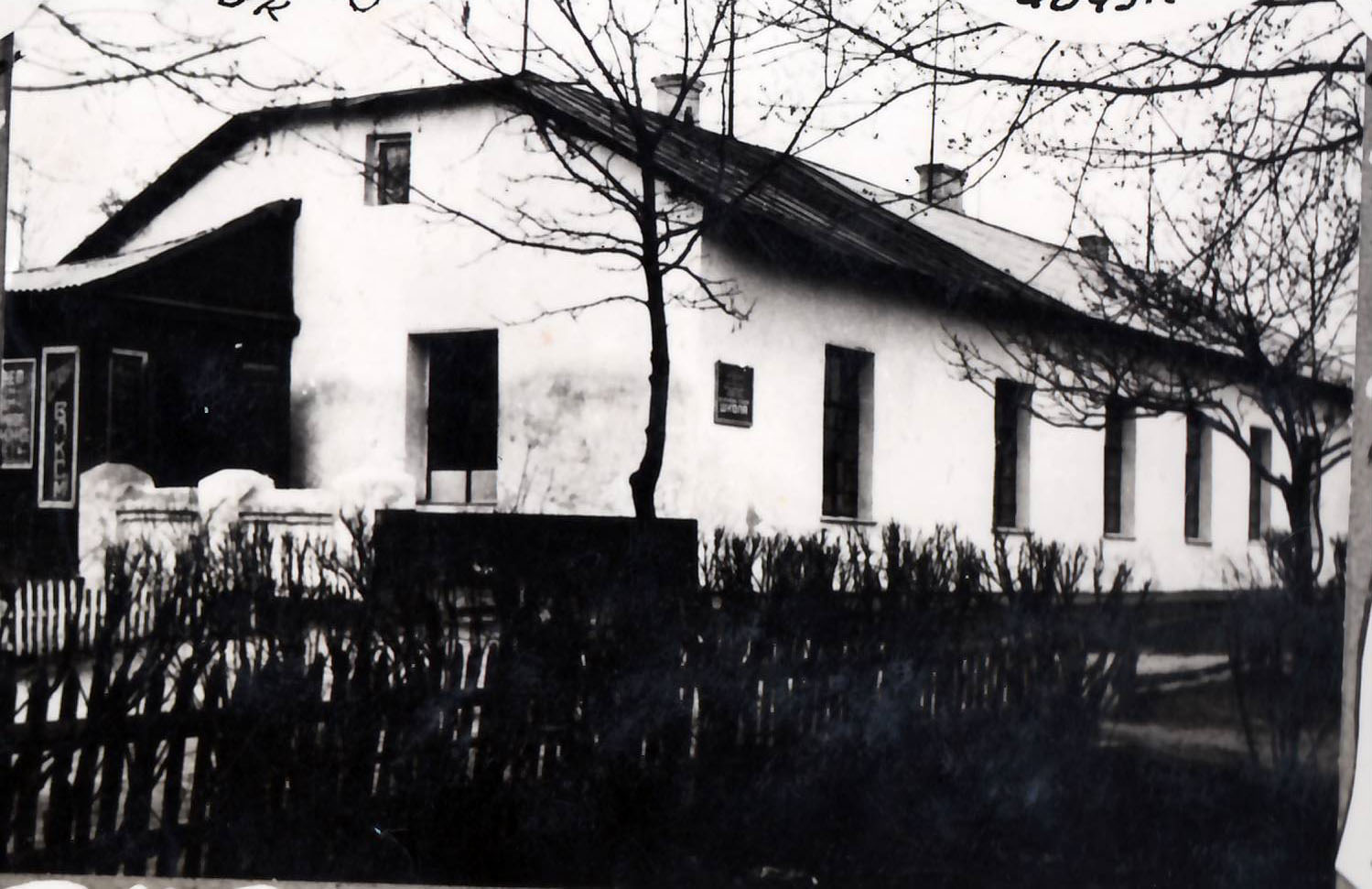
Немиринецька школа

Комсомольськими ватажками були в ті роки Темченко Михайло, Ольшевська Ольга Яківна, Грабчак Ганна, Пилипончик Дмитро.
В 1938 році  школа була перейменована на  Немиринецьку середню. В 8-й клас набрали 49 учнів. Сюди прийшли навчатись учні з Княжиків, Сахнів, Огіївки та інших сіл. Директором школи був призначений  Кость Федорович Колесник, який викладав українську мову та літературу.
Колишній учень Пилипончик Дмитро Нестерович згадує: « Нас навчали досвідчені хороші вчителі: математики — Дудка Андрій Назарович, біології   - Клибанівський Петро Степанович, географ і завуч Андрійчук Андрій Омельянович, російської мови та літератури — Емілія Юхимівна Іванова, історії — Маєвський. В жовтні 1940 року я з товаришем,  Зубовим Василем  Гнатовичем,  був призваний на службу в Радянську  Армію. Разом з нами на військову службу був призваний директор школи  Колесник К. Ф. Додому в село Бистрик К. Ф. Колесник повернувся після війни інвалідом першої  групи».
В 1941 році в червні у Немиринецькій середній школі відбувся перший випуск. Десятий  клас закінчили 28 учнів. Вже йшла війна і випускники школи стали на захист Вітчизни.
В часи Другої Світової війни вчителі і колишні випускники стали в ряди воїнів, їх бойові шляхи пролягли по всіх ділянках і фронтах війни. Загинули за Батьківщину вчителі: Слободенюк Степан Васильович, Козелець Іван Григорович, Прима Й. А., Франчук А. М. Дорогами війни пройшли вчителі і повернулись з нагородами: Шейгас Йосип Пилипович, Рябокляч Василь Олександрович, Римар Петро Степанович, Андрійчук Андрій Омельянович. Багато учнів нашої школи відзначились на ратному полі війни. Пилипончик Дмитро Нестерович був на війні з перших днів і до її завершення. В 1943 році став членом КПРС. Нагороджений орденами Великої Вітчизняної війни І та ІІ ступенів, двома медалями «За боевые заслуги», всього 12 урядовими нагородами. Петриченко Федір Харитонович пройшов нелегкими дорогами війни з першого до останнього дня. Має багато урядових нагород; Сірий Віктор Йосипович, Левченко Ольга Іванівна, Грабчак Микола Карпович, Нікітенко Микола Петрович і багато інших.

### Школа в перші післявоєнні роки
10 січня 1944 року в селі почала працювати школа. В час тимчасової німецької окупації всі діти шкільного віку не навчалися. Першочерговим завданням радянської влади і народної освіти було охопити всіх дітей навчанням.
Вчителька Ткачук Марія Тимофіївна  згадує: "Призначення на роботу в школу я одержала 8 січня 1944 року. (Зверніть увагу на цей факт, село було визволено 31 грудня 1943 року, а 8 січня 1944 року вчителі вже одержують призначення на роботу в школу! Йде війна, країна потребує колосальних коштів, але освіта дітей стояла як першочергове завдання). Школа була напівзруйнована, в головному будинку школи німці влаштували конюшню для лікування військових коней, але вчителі і громадяни села роблять усе, щоб школа почала працювати. Поступово наповнювались класи, відремонтували парти, шукали папір, робили саморобне чорнило. Я працювала спочатку з четвертим класом, а восени дали мені перший клас. Почали працювати і старші класи, але учнів у них було мало, по 8-10 в класі. В 7 класі було 5 учнів. Директором школи була призначена Бернадіна Ольга Пилипівна. Працювали вчителі: Городецька Марія Іванівна, Біленька Марія Захарівна, Шух Ольга Василівна, Нікітенко Марія Семенівна, Городецька Федора Григорівна. Восени 1944—1945 навчального року школа почала нормально працювати.

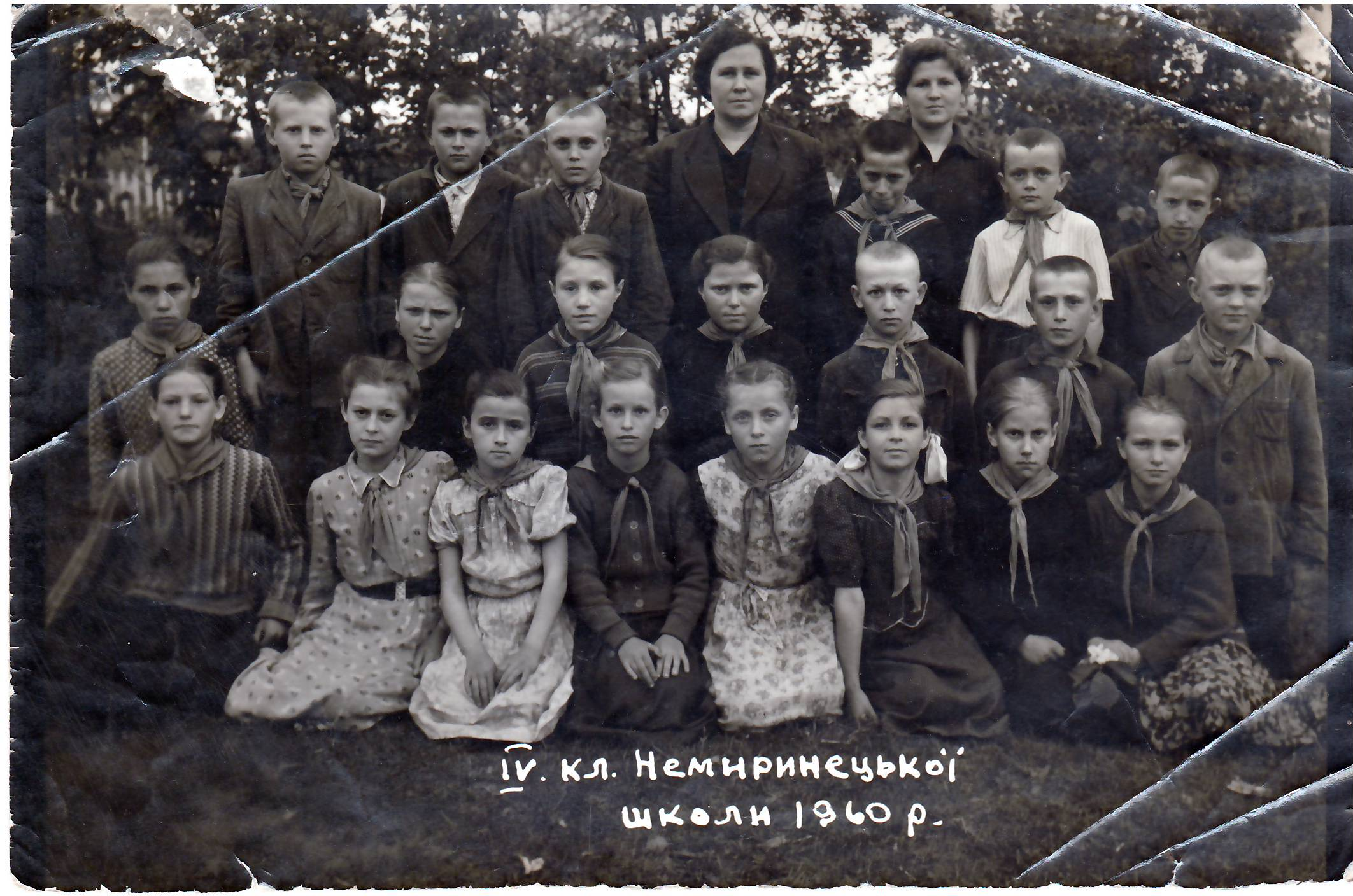
4 клас Немиринецької школи, 1960 р. Фото із альбому вчителів школи.

Згадує вчителька Рачук Галина Макарівна: "Після визволення нашого села від німецько-фашистських загарбників, в Немиринцях почала працювати школа. До війни я закінчила 6 класів і мене було зараховано в 7 клас, ми почали вчитися в березні місяці. В класі було 5 учнів, викладалися не всі предмети, а тільки математика, українська мова, російська мова, біологія. В кінці травня нам зробили короткі екзамени за 7 класів і дали довідку, що ми їх успішно закінчили. У вересні  три учні з нашого випуску пішли в 8-й клас Білилівської середньої школи. Нам було вже по 16 років.
У 1949 році Немиринецька неповна середня школа стала середньою школою. Було зроблено перший набір у 8-й клас. В школі навчалось у 1949—1950 навчальному році 509 учнів. До школи, в 8 клас прийшли учні з навколишніх сіл: Княжиків, Сахнів, Огіївки, Свитенець, Дубових Махаринець, Городка.
В 1952 році було зроблено перший післявоєнний випуск десятикласників. В школі в цей час працювали такі вчителі: Бернадіна Ольга Пилипівна — директор школи,   Андрійчук Андрій Омельянович — завуч, Загорівська Антоніна Яківна, Біленька Марія Захарівна, Городецька Федора Григорівна, Сускіна Меланія Григорівна, Рибак Костянтин Спиридонович, Ткачук Марія Тимофіївна, Петричук Любов Петрівна, Темченко Галина Максимівна, Городецька Галина Олександрівна.
Школа працювала в дві зміни. Не було електричного освітлення і навчання в другу зміну, особливо, восени і взимку, проводились при освітленні гасових ламп. Технічні працівники: Яструбенко Варвара Іллівна, Максименко Юстина Григорівна, Нестерук приносили гасові лампи по 2-3 в клас і вчителі так працювали. Опалення було пічне.  Грубки палились брикетом чи вугіллям і вони  не давали  тепла, сиділи учні в верхньому одязі. Взимку були дні, коли писати було важко, бо чорнило примерзало.

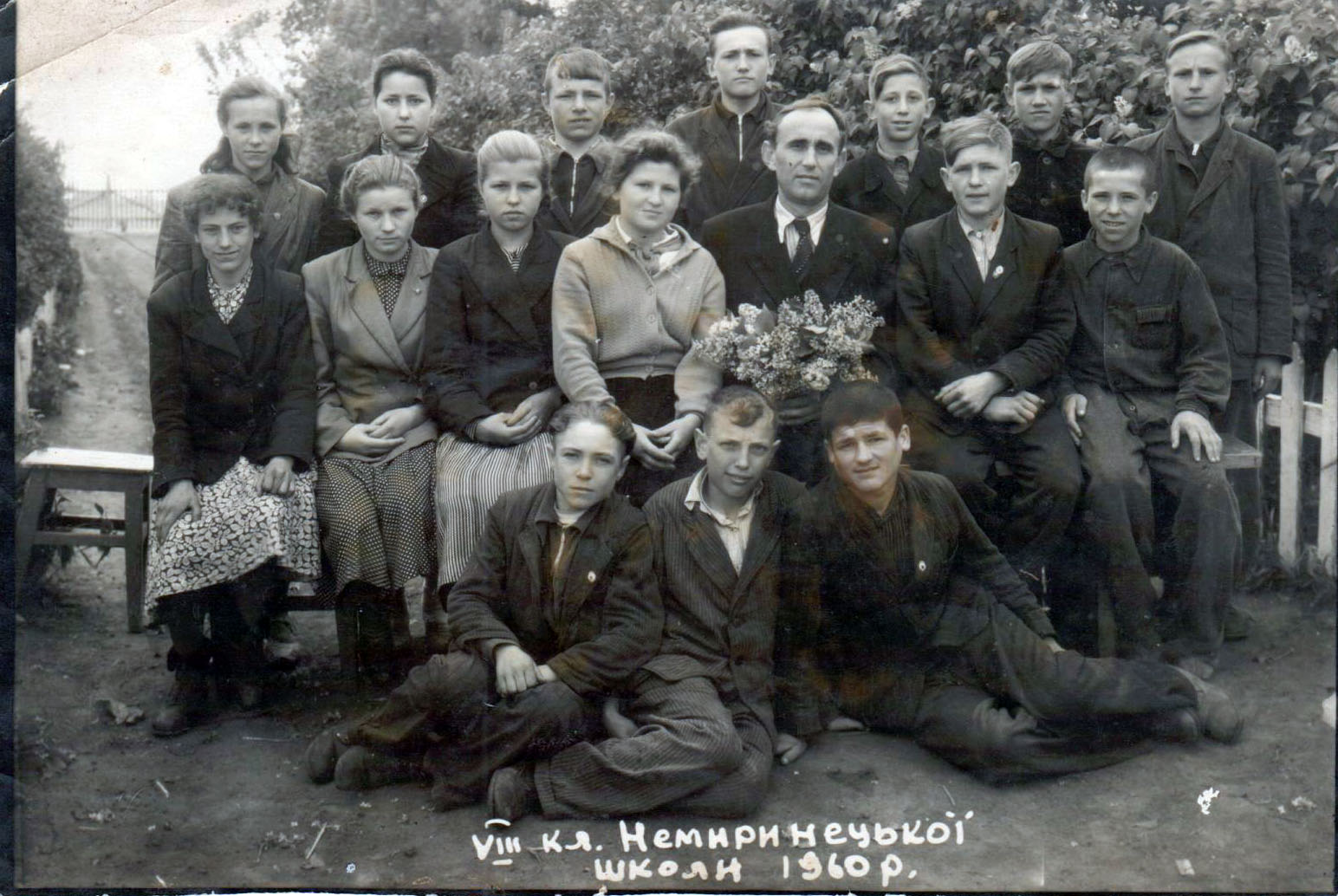
8 клас Немиринецької школи, 1960р

В 1952—1953 навчальному році в школі навчалось 590 учнів. В 10 класі навчалось 17 учнів. Пилипенко Валентина Семенівна, яка навчалась у цьому класі, стала вчителькою іноземної мови, згадує: «Наш клас був першим  післявоєнним випуском школи, в класі навчалось 17 учнів, класним керівником була Жванко Віра Петрівна, директор — Ольга Пилипівна Бернадіна, завуч Андрій Омельянович Андрійчук. Навчались у другу зміну, не було книг, то учні збирались групами, позичали книги у вчителів і конспектували матеріал, але більшість учнів навчались добре. Майже всі учні класу брали участь у художній самодіяльності школи і села, ставили п'єси, співали, танцювали, багато допомагали колгоспу в різних роботах. Вчительську професію обрали чотири випускники: Дубик  Ніла Олександрівна, Пилипенко Валентина Семенівна, Мельник Марина Романівна, Шкадроть Марія Михайлівна. Інженером став Пацурина Павло, залізничниками -  Грановська Людмила Василівна і Довга Олександра Миронівна, а інші стали економістами, колгоспниками, робітниками».
В 1952—1953 навчальному році директором школи став Махиня Федір Гнатович. Школа розширила  свою матеріальну базу. Під шкільні приміщення були переобладнані кімнати в колгоспному будинку і в 1958—1959 навчальному році школа почала  працювати в одну зміну. У ній  було проведено електричне освітлення, радіофіковано.

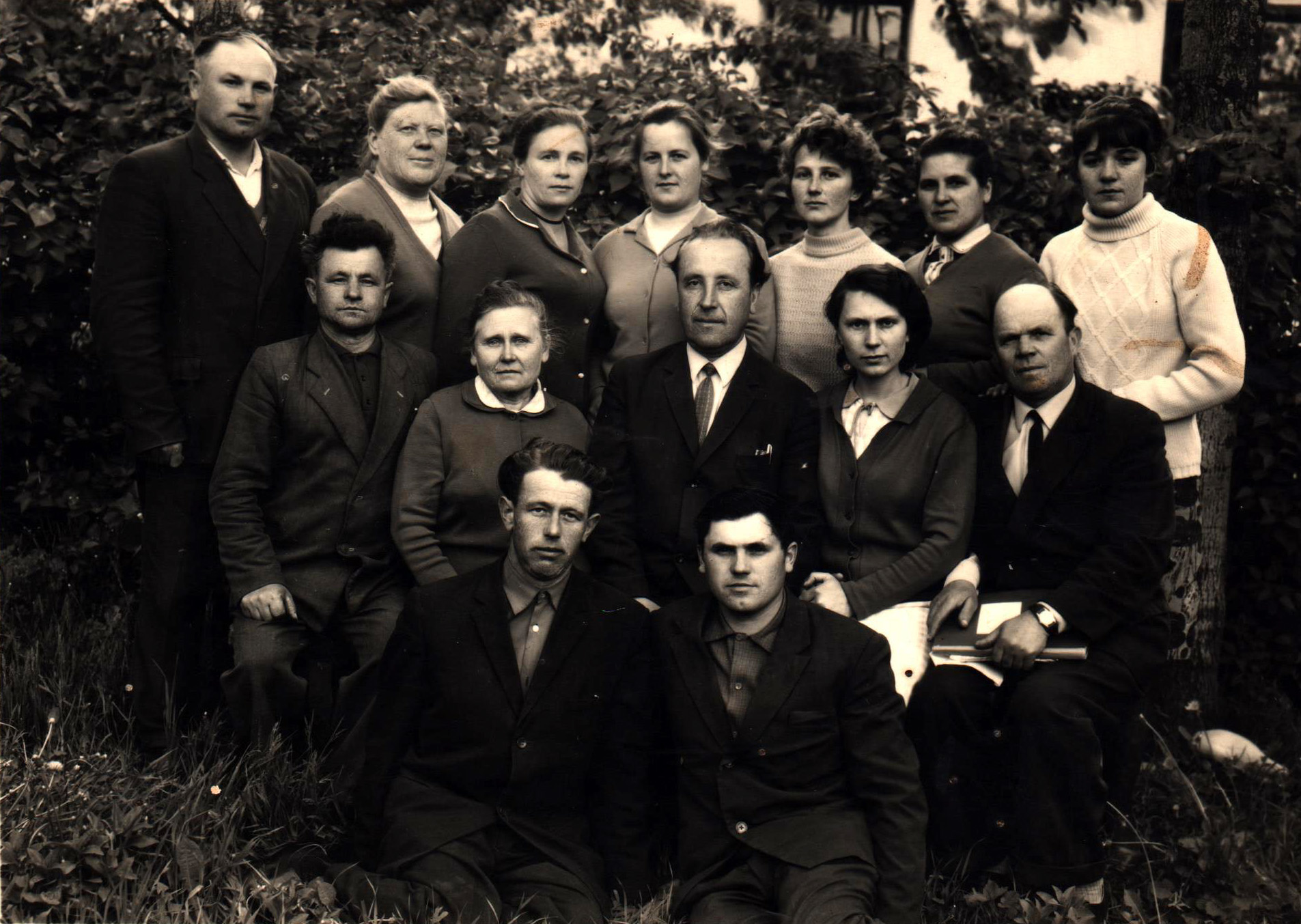
Вчителі, 1969 рік

В школі працювали такі вчителі: Махиня Федір Гнатович — директор, Ковальчук Наталія Сергіївна — завуч, Андрійчук Андрій Омельянович, Загорівська Антоніна Яківна — вчитель історії, потім з 1954 р.    Рачук Галина Макарівна, Біленька Марія Захарівна — вчитель біології, Городецька Марія Іванівна — вчитель російської мови і літератури, Рибак Костянтин Спиридонович — вчитель математики, Рибак Галина Іванівна — вчитель російської мови і літератури, Нікітенко Марія Семенівна, Петричук Любов Петрівна, Городецька Федора Григорівна, Сускіна Меланія Григорівна.  Піонервожатими працювали: Махиня Неля Федорівна, Дійничко Раїса Миколаївна, які дуже активізували піонерську і комсомольську роботи.
В 60-х роках контингент учнів починає зменшуватись, бо відкрили нові середні школи в сусідніх селах. В школі добре велась піонерська і комсомольська роботи. Школа часто виходила переможцем в районних змаганнях.

### Школа в 70-ті роки

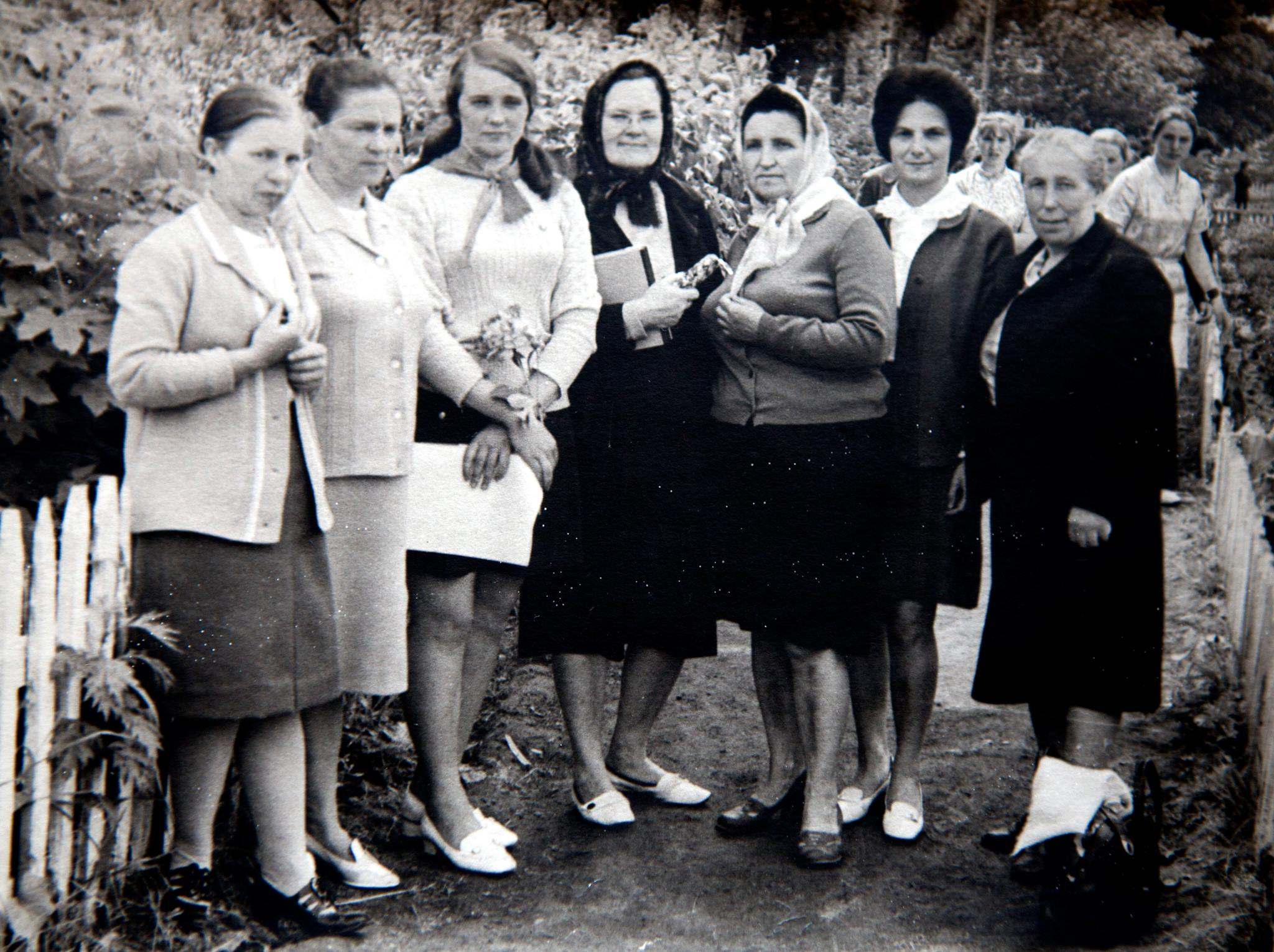
Вчителі Немиринецької школи 1974—1975 рр.

Немиринецьку середню школу з 1964 року по 1971 рік очолював Рачук Іван Фадейович. З 1972 року директором став Гавва Микола Данилович. Школа продовжувала розширювати свою матеріальну базу, краще оснащувалась навчальними посібниками і технічними засобами,. школа почала переходити на кабінетну систему. Відчувалась гостра наобхідність побудови нового приміщення школи. Як і вся країна, школа урочисто відзначала великі дати :  50-ти річчя Великого Жовтня, 100- річчя з дня народження В.І. Леніна , 50 років утворення СРСР. В школі добре була поставлена художня самодіяльність ,якою керувала Нікітенко Марія Семенівна, а потім Поліщук Іван Карпович. До відзначення 50-ти річчя Жовтня було проведено фестиваль художньої самодіяльності села  і школи.  У Немиринцях було розпочато районний фестиваль народної творчості, присвячений 50- річчю Жовтня.  У фестивалі активну участь взяли учні школи.
Великою подією для села стала побудова нової школи, потреба в ній була дуже велика. В січні 1977 року  розпочато будівництво нової школи. Школу будували будівельники Ружинської ПМК № 62. і допомагали  громадяни села. Будова зростала швидко. В червні розпочали вже штукатурити, фарбувати, проводити сантехнічні роботи. На 1 вересня 1977 року школа була здана будівельниками учням (лише спортзал добудовувався до грудня місяця). На урочисте відкриття школи зійшлося все село. Нова школа була добре обладнана новими меблями, навчальними посібниками. Прийшло нове поповнення вчителів: Григорусь Галина Миколаївна — вчитель російської мови і літератури, Гоменюк Антоніна Ананіївна — вчитель хімії і біології, Куніц Лариса Миколаївна — вчитель фізкультури,  Воронцова Людмила Іванівна, Яценко Наталія Олександрівна, Кот Валентина Петрівна, Лариса Іванівна Гарбовська, Мудрак Олександр Іванович, Тетяна Олександрівна Міськова. Зовсім недавно почали працювати у школі Тетяна Миколаївна Коваль і Людмила Іванівна Жуківська.

### Сучасність
З часом будівля  школи зношувалась,  в 2005 році почав протікати дах.   Дирекція школи звернулася за допомогою до  земляків -  випускників  школи родини Жебрівських. Філя Іванівна та Павло Іванович організували капітальний ремонт приміщення школи і стали ініціаторами оновлення села. Надали селу новій поштовх до розвитку, створили нові робочі місця, провели реконструкцію Палацу культури, створили чудову паркову зону, побудували набережну «Яніна», біля школи створені сучасні спортивні майданчики. Зараз школа відповідає всім вимогам сучасності, має спортивний зал з приміщенням для прийняття душу, столову, у всіх кабінетах сучасні ортопедичні меблі, санвузли, інтерактивні дошки, комп'ютерний клас і все  необхідне для організації навчального процесу на самому високому рівні. Все більше підростаючого покоління немиринчан відвідує школу.

### Директори (керівники) школи
- Городецький Олександр Пилипович (1921—1922)
- Саєнко Нечипор Нечипорович (1923—1927)
- Бернадіна Ольга Пилипівна (1927—1938)
- Колесник Кость Федорович (1938—1941)
- Бернадіна Ольга Пилипівна (1944—1952)
- Махиня Федір Гнатович (1952—1964)
- Рачук Іван Фадєйович (1964—1971)
- Гавва Микола Данилович (1971—1990)
- Петренко Володимир Володимирович 1990—1991)
- Шкитюк (Савченко) Євгенія Миколаївна (1991—1994)
- Козачук Людмила Степанівна (з 1994)

### Заступники директорів школи
- Андрійчук Андрій Омельянович
- Ковальчук Наталія Сергіївна (1952—1955)
- Жебрівський Август Павлович (1962—1982)
- Максименко Надія Павлівна (1982—1988)
- Довбняк (Радзішевська) Алла Володимирівна (1988—2004)
- Жуківська Людмила Іванівна (з 2004)

## Відомі люди, випускники школи
- Барановський Христофор Антонович
- Жебровська Філя Іванівна
- Жебрівський Павло Іванович
- Ткачук Лук'ян Григорович
- Гавва Олександр Миколайович
- Микола Олександрович Буравський